# Château de Créancey
Le château de Créancey est un château  du XVIIIe siècle situé à Créancey (Côte-d'Or), en Bourgogne-Franche-Comté.

## Localisation
Le château est situé en extrémité ouest du village, en rive est de la RD 18 . On y accède par un pont en pierre enjambant la Vandenesse.

## Historique
Le 31 octobre 1354, Pierre, seigneur de Châteauneuf, lègue à son frère Ponce la maison forte de Crancey. Celle-ci, dite meix de Saint Bazille, défendue par deux tours rondes et des fossés, dépendait de la baronnie de Charny. Elle est reprise en 1599, Marguerite de Brasey, veuve de Henri de Cercey. En 1660, le château est rebâti par Antoine Comeau, garde des sceaux du Parlement de Bourgogne. Propriété de Jacques-Philippe Fyot de La Marche en 1738, il est racheté en 1754 par Joseph-Nicolas Comeau. Au début du XIXe siècle, il revient à la famille de Montille qui y apporte quelques transformations et le conserve jusqu'en 1940[réf. souhaitée].

## Architecture
Le logis est constitué d'un bâtiment central flanqué de deux pavillons plus hauts. La partie centrale se compose d’un rez-de-chaussée voûté, un étage et des combles éclairés de lucarnes à frontons triangulaires au centre et cintrés aux extrémités. Les trois niveaux sont marqués par un bandeau au niveau de l'appui des fenêtres. L'étage est desservi par un escalier extérieur en U à rampe de fer forgé dont le palier est supporté par six colonnes toscanes. Les pavillons comprennent deux étages et des combles éclairés par un œil de bœuf. La façade postérieure reprend la façade principale avec un perron plus simple.
Les communs se composent de trois pavillons. Celui du centre, plus élevé, abrite des écuries voûtées en berceau avec un portail remarquable. Le pigeonnier rond est couronné d'un toit conique avec lanternon. L'ensemble des édifices est entouré d'un vaste parc qui comporte une serre au nord, un parterre à la française et un parc ombragé comptant de belles sculptures contemporaines[réf. souhaitée].
Les façades, les toitures du château et des communs en retour et le pigeonnier sont inscrits aux monuments historiques par arrêté du 25 octobre 1971.

## Valorisation du patrimoine
Le château est inscrit aux Relais historiques de France.